# Chuck Billy
Chuck Billy, född 1962, är sångare i det amerikanska thrash metalbandet Testament.